# Малышевское муниципальное образование
Ма́лышевское муниципа́льное образова́ние — сельское поселение в Усть-Удинском районе Иркутской области Российской Федерации.
Административный центр — село Малышевка.

## Население
| 2010 | 2011 | 2012 | 2013 | 2014 | 2015 | 2016 |
| ---- | ---- | ---- | ---- | ---- | ---- | ---- |
| 970  | ↘965 | ↗975 | ↘956 | ↘946 | ↘926 | ↘907 |
| 2017 |      |      |      |      |      |      |
| ↘884 |      |      |      |      |      |      |

Гендерный состав
По результатам Всероссийской переписи населения 2010 года — 463 мужчины и 507 женщин из 970 человек.

## Состав сельского поселения
| № | Населённый пункт | Тип населённого пункта       | Население |
| - | ---------------- | ---------------------------- | --------- |
| 1 | Баранова         | деревня                      | ↗100      |
| 2 | Долганова        | деревня                      | ↗102      |
| 3 | Малышевка        | село, административный центр | ↗773      |